# Offensive d'Ostrogojsk-Rossoch
 (mai 2019).
Si vous disposez d'ouvrages ou d'articles de référence ou si vous connaissez des sites web de qualité traitant du thème abordé ici, merci de compléter l'article en donnant les références utiles à sa vérifiabilité et en les liant à la section « Notes et références ».
Seconde Guerre mondiale
Batailles
Front de l’Est

Prémices :
- Campagne de Pologne
- Guerre d’Hiver

Guerre germano-soviétique :
- 1941 : L'invasion de l'URSS

- Opération Barbarossa

Front nord : 
- Guerre de Continuation
- Opération Silberfuchs
- Siège de Léningrad

Front central : 
- 2e bataille de Brest-Litovsk
- Bataille de Białystok–Minsk
- 1re bataille de Smolensk
- Bataille de Kiev

Front sud : 
- Siège d'Odessa
- Campagne de Crimée

- 1941-1942 : La contre-offensive soviétique

Front nord : 
- Poche de Demiansk
- Poche de Kholm

Front central : 
- Bataille de Moscou

Front sud : 
- Seconde bataille de Kharkov

- 1942-1943 : De Fall Blau à 3e Kharkov

Front nord : 
- Offensive de Siniavino
- Opération Iskra
- Bataille de Krasny Bor
- Opération Poliarnaïa Zvezda

Front central : 
- Opération Mars

Front sud : 
- Bataille du Caucase (opération Fall Blau)
- Bataille de Stalingrad
- Opération Uranus
- Opération Saturne
- Offensive d'Ostrogojsk-Rossoch
- Offensive de Voronej-Kastornoe
- Opération Gallop
- Opération Étoile
- Troisième bataille de Kharkov

- 1943-1944 : Libération de l'Ukraine et de la Biélorussie

Front central : 
- 2e bataille de Smolensk
- Opération Bagration

Front sud : 
- Bataille de Koursk
- Bataille du Dniepr
- Offensive Dniepr-Carpates
- Offensive de Crimée
- Offensive de Lvov-Sandomir

- 1944-1945 : Campagnes d'Europe centrale et d'Allemagne

Allemagne : 
- Offensive Vistule-Oder
- Offensive de Poméranie orientale
- Siège de Breslau
- Offensive de Prusse-Orientale
- Bataille de Königsberg
- Bataille de Seelow
- Bataille de Bautzen
- Bataille de Berlin
- Capitulation allemande

Front nord et Finlande : 
- Guerre de Laponie
- Offensive Leningrad-Novgorod
- Bataille de Narva

Europe orientale : 
- Opération Margarethe
- Insurrection de Varsovie
- Soulèvement national slovaque
- Opération Panzerfaust
- Bataille de Budapest
- Opération Frühlingserwachen
- Offensive de Vienne
- Insurrection de Prague
- Offensive de Prague
- Bataille de Slivice

Front d’Europe de l’Ouest

Campagnes d'Afrique, du Moyen-Orient et de Méditerranée

Bataille de l’Atlantique

Guerre du Pacifique

Guerre sino-japonaise

Théâtre américain
L’offensive d'Ostrogojsk-Rossoch (en russe : Острогожско-Россошанская наступательная операция) est le nom donné par l'historiographie soviétique à la troisième phase de l'offensive hivernale soviétique 1942-1943 après l'opération Uranus et l'opération Saturne, dans le cadre des campagnes militaires sur le front de l'Est lors de la Seconde Guerre mondiale. Déclenchée à partir du 12 janvier 1943 dans la région du cours supérieur du Don, elle conduit en quelques jours à la défaite complète du contingent hongrois, allié de l'Allemagne nazie et implique dans la catastrophe militaire le Corps alpin italien, dernière formation encore active de l'ARMIR (ARMata Italiana in Russia) après la débâcle de décembre 1942).
Les restes des unités allemandes, italiennes et hongroises trouvent un salut miraculeux après la bataille de Nikolaïevka menée par les Alpins du général Luigi Reverberi (it). Cette deuxième phase de la défaite de l'armée italienne en Russie, dans l'historiographie italienne est appelée, avec la bataille de décembre, « seconde bataille défensive du Don ».
Après cette retraite, le front allemand méridional, déjà en difficulté après l'encerclement de la 6e armée allemande à Stalingrad, dans la région de Rostov et dans le Caucase, est totalement perturbé, ouvrant à l'avancée soviétique les voies de Kharkov et de Koursk, et mettant à découvert la position défensive de Voronej, défendue par la 2e armée allemande qui se voit engagée dans l'offensive soviétique suivante de Voronej.

## La situation
Dans les premiers jours de janvier 1943, la situation des forces des puissances de l'Axe dans le secteur méridional du front apparait très difficile après l'échec de la tentative allemande de secourir la 6e armée prise au piège dans la poche de Stalingrad depuis le 23 novembre 1942 (opération Wintergewitter) et la reconquête par les forces soviétiques du général Rodion Malinovsky de Kotelnikovo (29 décembre). Le sort des troupes allemandes encerclées est définitivement compromis, le 30 décembre, si bien que Hitler autorise le retrait du groupe d'armées « A » du général von Kleist du Caucase (retraite à effectuer avec méthode et organisation et en maintenant une large tête de pont dans la péninsule de Taman, dans l'espoir de reprendre la conquête du Caucase.
Le groupe d'armées du Don du feld-maréchal von Manstein est employé à combattre deux batailles défensives alors qu'il est à la fois en grave infériorité en hommes et en moyens. Au sud du Don, la 4e panzer armée affaiblie du général Hermann Hoth se bat contre les puissantes forces de Malinovski qui a pris le commandement du front de Stalingrad pour remplacer Ieremenko) pour essayer de garder la possession de Rostov. Au nord du Don, les deux regroupements improvisés des généraux Fretter-Pico et Hollidt tentent de freiner l'avancée du front du Sud-Ouest du général Vatoutine, qui, en décembre a écrasé une grande partie de l'ARMIR et a déferlé jusque dans les aérodromes allemands qui approvisionnent la poche de Stalingrad. Les différentes panzerdivision (19e, 6e, 11e, 17e, 23e, 3e, 27e, SS Wiking) continuellement engagées dans les batailles et les mouvements permanents afin de colmater les brèches du front, épuisent progressivement leurs forces malgré l'arrivée de la 7e Panzerdivision composée de 146 panzer et d'un bataillon de chars lourds Tiger, le 503e, depuis la France et de la 16e division d'infanterie motorisée du Caucase),.
Alors que la situation stratégique allemande semble se dégrader rapidement, Staline et ses généraux font des évaluations et prennent des décisions opérationnelles difficiles, pour exploiter l'affaiblissement allemand et obtenir d'ici la fin de l'hiver une victoire décisive dans le Sud. Au cours de cette phase, l'attention principale de Staline se porte toujours sur Stalingrad, désireux d'une conclusion rapide de la bataille afin de disposer des importantes forces du front du Don de Rokossovski employé contre la poche pour d'autres missions offensives sur d'autres lignes. Il fait preuve d'impatience à l'encontre de Voronov chargé de l'écrasement de la VIe armée. Après plusieurs confrontations houleuses avec Staline, Voronov commence enfin l'opération Kolzo sur le front de Stalingrad, le 10 janvier,.
Alors qu'il est toujours anxieux et attend avec impatience un règlement rapide de la poche, Staline se concentre sur des objectifs apparemment atteignables, détruire le groupe d'armées « A » dans le Caucase. Malgré des demandes répétées du dictateur et l'intervention personnel de Vassilevski, les forces soviétiques dans le Caucase, en raison de difficultés liées aux forces disponibles, au climat et aux territoires imperméables, échouent dans leur mission. Von Manstein, avec une grande habileté, réussit à contenir l'avancée des corps blindés de Malinovski sur Rostov. Le 7 février, le groupe allemand du Caucase réussit à s'échapper par la route de Rostov,,.
Alors que se déroule des opérations complexes, sous la supervision directe de Joukov et Vassilievski et sous le contrôle permanent de Staline, une nouvelle puissante attaque s'organise, la troisième phase (après Uranus et Saturne) de l'offensive hivernale soviétique de 1942-43, dans la région du haut Don défendue par les troupes hongroises (IIe armée) et les restes de ARMIR italien (Corps d'armée alpin) et différentes unités de soutien allemand et de réserve mobile (24e Panzerkorps). Depuis le 22 décembre, Staline a confié personnellement au général Filipp Golikov, le commandement du front de Voronej afin d'étudier, planifier, organiser sur le plan opérationnel cette nouvelle offensive dont le succès doit enfin rompre le front allemand au Sud, ouvrant la voie à une avancée vers les grandes villes de Koursk, de Kharkov, vers le Dniepr et la mer d'Azov.
Le front de Voronej, chargé de la mission, se voit renforcé par l'affectation d'une importante artillerie lourde afin d'écraser les défenses fixes hongroises le long du Don et surtout par l'arrivée de la puissante 3e armée provenant de la réserve stratégique positionnée dans la région de Toula, qui, dans le plus grand secret, est destinée au secteur gauche du front d'attaque de Golikov et dont l'impact serait décisif pour briser les lignes précaires des forces de l'Axe dans la région de Novaïa Kalitva-Kantemirovka dès l'effondrement des défenses italiennes sur le Don.

## La percée soviétique
Certaines études du général Kirill Moskalenko, commandant de la 40e armée, étant prêtes depuis début de décembre, à partir du 3 janvier 1943, les travaux préparatoires de Golikov se déroulent rapidement sous la pression constante de Joukov et de Vasilievsky. En particulier Joukov se montre très actif, incitant à agir rapidement, montrant une attention constante aux détails et au secret du plan d'attaque,.
À cet égard, quelques jours avant l'offensive, Joukov a une violente altercation avec le commandement du front en raison du dispositif de sécurité. En fait, l'attaque prend par surprise les forces de l'Axe, les Allemands (le groupe d'armées B du général Maximilian von Weichs) apparemment conscient du danger mais incapable de faire face en raison du manque de réserves, les Hongrois et les Italiens (aussi bien au niveau du commandement suprême du maréchal Cavallero, qu'au niveau du commandement de l'ARMIR avec le général Gariboldi), illusoirement convaincus de l'épuisement des ressources offensives soviétiques et donc maladroitement confiant dans une trêve d'hiver dans la région,,.
Le secteur du Don attaqué, compris entre la région au sud de Voronej et celle au sud de Kantemirovka, est défendu au nord par la IIe armée hongroise du général Jany, déployée le long du Don avec neuf divisions d'infanterie et la réserve de la Ire armée. La division blindée hongroise est équipée d'une centaine de chars M38 d'origine tchèque et de PzKpwIV avec des canons courts. Après les troupes hongroises, se trouvent plus au sud, toujours appuyé sur la Don, les forces italiennes du Corps alpin (général Nasci) qui alignent les divisions alpines Tridentina, la division d'infanterie Vicenza et la division alpine Cuneense. Depuis Novaya Kalitva, sont déployés le 24e Panzerkorps  (général Wandel) avec deux divisions allemandes (385e et 387e), le groupe SS Fegelein, la division alpine Julia et une modeste réserve de la 27e Panzerdivision (une douzaine de chars). À Starobielsk, est stationnée, couvrant le commandement de l'ARMIR, la 19e Panzerdivision, elle aussi peu équipé. Au total, le déploiement est fragile, avec peu de réserves mobiles et des menaces sur la gauche et la droite, dans le secteur hongrois, les Soviétiques possèdent une importante tête de pont au sud du Don à Storozevoïe,.
Le plan soviétique prévoit une double attaque sur les deux côtés par une manœuvre en tenaille convergeant vers la ville d'Alekseïevka afin d'encercler complètement les troupes de l'Axe. Le nord de la tête de pont de Storozevoïe serait attaqué par la 40e armée du général Moskalenko, protégée à droite par le 4e corps blindé en provenance de la région de Stalingrad, le centre par le 18e corps soviétique sur la petite tête de pont de Shuch'e et enfin la masse principale de la 3e armée blindée du général Pavel Rybalko aurait écrasé sur la gauche le 24e Panzerkorps allemand afin d'atteindre Rossoch et Alekseïevka pour rejoindre la 40e armée soviétique provenant du nord.
Sur la gauche, le 7e corps de cavalerie et une partie de 6e armée soviétique (front de Vatoutine) aurait couvert les chars de Rybalko, s'avançant vers Valouïki. En raison des difficultés de mouvement et des intempéries hivernales, l'attaque est repoussée, le 4e corps blindé ne réussit pas à arriver dans les temps et la 3e armée blindée, déplacée avec beaucoup de difficulté de la région reculée de Toula en raison d'un engorgement ferroviaire, entre en action avec seulement une partie de ses forces, 400 chars au lieu des 550 prévus. Pour maintenir l'effet de surprise, Joukov, Vasilievsky et Golikov décident d'agir : le 12 janvier Moskalenko commence l'attaque sur le secteur nord et le 14 janvier l'attaque principale débute.
L'attaque du 12 janvier est immédiatement un énorme succès, en particulier sur le secteur hongrois, la puissante concentration d'artillerie soviétique brise les défenses à Shuch'e et Storozevoje, provoquant un effondrement rapide de l'armée hongroise. Les colonnes soviétiques poursuivent immédiatement vers Ostrogojsk et Alekseïevka pour encercler en groupe séparé les divisions hongroises déjà en déroute. L'intervention d'un fantomatique « groupe Kramer » composé des 1re division blindée hongroise et 26e division d'infanterie allemande, n'obtient aucun résultat et l'avancée soviétique continue. Le 14 janvier, la situation est déjà compromise dans le secteur hongrois, et le Corps alpin, exposé sur ses deux flancs, commence à envisager un repli préventif rencontrant le refus catégorique des commandements supérieurs allemands et italiens. Les bases d'une résistance inutile et d'une inévitable retraite imposée par l'ennemi dans le chaos et la désorganisation sont jetées,,.
Le 14 janvier, la puissante 3e armée blindée passe à l'attaque dans le secteur sud. Ainsi débute avec cette première campagne de guerre, l'épopée de cette formation blindée soviétique et de son commandant le général Rybalko, qui à la fin de la guerre, après de grandes victoires et quelques douloureux échecs (Troisième bataille de Kharkov), devient l'unité blindée la plus connue et le plus crainte de l'Armée rouge.
Après quelques difficultés initiales, les chars soviétiques entrent sur le théâtre d'opérations dans l'après-midi du premier jour, la vague de 400 chars blindés (12e et 15e corps blindé) submerge les défenses du 24e Panzerkorps. Le 15e corps blindé soviétique débouche directement à Jiline, siège du quartier général de la 24e Panzerkorps, écrasant le quartier général, le général Wandel est tué lors des combats,.
La situation des troupes de l'Axe s'effondre : la colonne de droite (12e corps blindé soviétique) dans la matinée du 15 janvier pénètre par surprise dans Rossoch, siège du Corps des Alpins. Après la confusion initiale, une contre-attaque les repousse mais dès le 16 janvier, les chars russes retournent à l'assaut, Rossoch tombe. Le 17 janvier, le 15e blindé soviétique atteint Alekseïevka, où il rejoint les unités de la 40e armée, l'armée soviétique qui a mis en déroute les défenses hongroises.
Les forces de l'Axe sont désormais fractionnées : les Hongrois sont en grande partie encerclés dans les poches d'Ostrogojsk au nord, et de Karpenkovo au centre, et le Corps alpin coupé de Podgornoe (après l'arrivée de la 12e corps blindé à Karpenkovo). À 11 heures, le 17 janvier, le commandement de l'ARMIR ordonne la retraite des divisions alpines,,.

## La retraite des Alpins
Une masse énorme de plus de 100 000 soldats se déplace dans le désordre car rien n'est préparé pour une retraite méthodique et donc tous les moyens et l'artillerie sont abandonnés sur place. Les communications avec le commandement de l'ARMIR sont impossibles, les seuls moyens disponibles sont une poignée de véhicules blindés allemands StuG III. À l'immense colonne composée de trois divisions alpines et de la 156e division d'infanterie Vicenza, se joignent le long de la route près de 7 000 Allemands, les restes du 24e corps de blindés (Allemagne), et environ 30 000 soldats hongrois provenant du Nord, qui tentent d'échapper à la capture.
Dès le début, la résistance d'unités alpines et d'éléments allemands motorisés constitue l'unique défense de cette colonne sans fin, à pied dans la neige. De Podgornoe, les troupes de la Brigata alpina "Tridentina" (it) affluent vers Postojali, tandis que la Alpine Brigade "Julia" (en) et la 4ª Divisione alpina "Cuneense" (it) sont interceptées à Novo-postojalovska, où ils subissent de lourdes pertes avant de pouvoir continuer. Les Soviétiques, en effet, emploient contre les colonnes en retraite, seulement une petite partie de leurs forces, se concentrant sur une avancée en profondeur avec les colonnes blindées vers l'ouest. Avec cette erreur des Soviétiques, la colonne en retraite poursuit sa marche, décimée par les attaques russes, l'épuisement général, le manque d'approvisionnement et la rigueur du climat hivernal de la steppe,,.

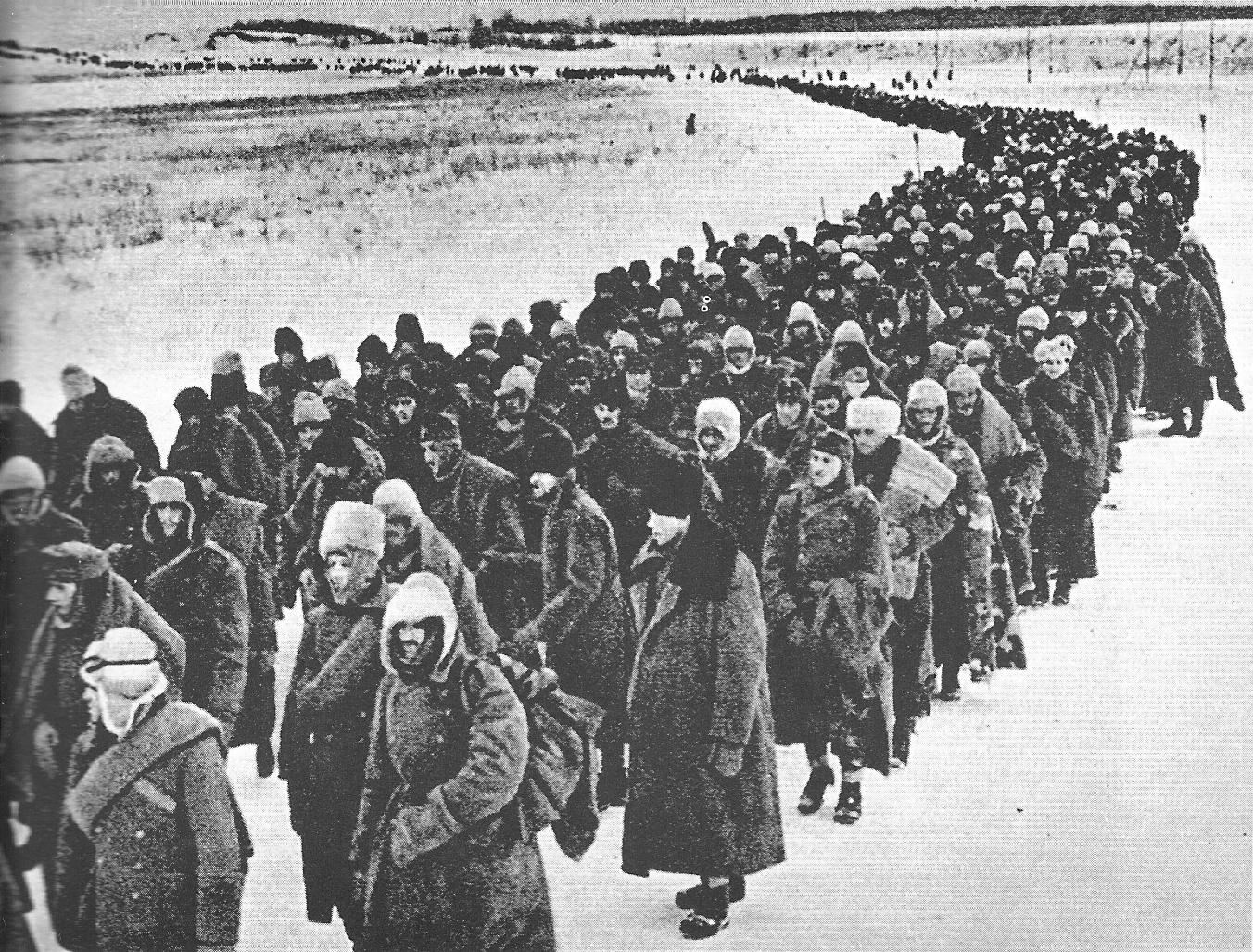
Une colonne de prisonniers allemands, italiens, hongrois et roumains.

Après le regroupement général à Postojali (20 janvier), la Tridentina, commandée par le général Luigi Reverberi (it), l'unité la plus efficace et combative des troupes en retraite, dirige l'attaque sur Sceljakino, qui permet de surmonter un barrage soviétique, mais en ce point les deux autres divisions alpines dévient par erreur plus au nord et rencontrent à Varvarovka (23 janvier) un nouvel obstacle. La bataille est très dure et les pertes très élevées, des unités entières sont anéanties. Les restes de la Julia, de la Cuneense et de la Vicenza poursuivent vers le sud, loin de la Tridentina et des unités allemandes. Au cours de la dernière partie de la retraite, il y a des phases de désespoir, le chaos et l'effondrement du moral. Des incidents éclatent entre les troupes allemandes et italiennes, semble-t-il en raison du comportement méprisant des soldats allemands et de violents désaccords sur l'utilisation des quelques véhicules motorisés disponibles. Il y a des cas de représailles italienne : il semble maintenant certain que le général Karl Eibl, nouveau commandant de la 24e Panzerkorps, ait été tué lors de la retraite par l'explosion d'une grenade lancée par les Alpins contre son véhicule de commandement,,,.
La dernière phase de la marche vers l'Ouest se termine avec la bataille de Nikolaïevka (26 janvier), les restes de la colonne de la Tridentina et les Allemands réussissent à passer le barrage des troupes soviétiques au prix de pertes importantes et gagnent leur salut vers Chebekino. Les deux autres divisions alpines et la Vicenza sont prises au piège et forcées de se rendre à Valouïki (au sud de Nikolaevka) par les unités du 7e corps de cavalerie soviétique qui est présent sur le lieu depuis le 19 janvier,,,,.
Les pertes finales du Corps alpin sont très importantes : environ 63 000 (trois divisions de montagne et la division Vicenza), environ 51 000 sont morts, blessés ou disparus, tout le matériel et l'artillerie est perdu, le général Emilio Battisti (it), Umberto Ricagno (it) et Etelvoldo Pascolini (it), respectivement commandants des divisions Cuneense,Julia et Vicenza, sont faits prisonniers à Valouïki. Les troupes hongroises subissent des pertes encore plus importantes suscitant la consternation générale dans la population et dans les milieux politiques : près de 143 000 soldats dont plus de 80 000 prisonniers. Quant aux Allemands, au moins trois divisions d'infanterie et une division blindée sont pratiquement détruites, même si certaines unités, en raison de leur organisation, réussissent à maintenir la cohésion jusqu'à la fin et rejoindre les lignes de l'Axe.

## Conclusions
Pendant qu'une partie des forces soviétiques est employée à ratisser les différentes poches de résistance, à écraser les colonnes en fuite et à essayer d'empêcher le reste des troupes de l'Axe à échapper au piège, les éléments mécanisés et de cavalerie de l'Armée rouge, après avoir rapidement fermé l'encerclement sur Alekseïevka, continuent à exploiter vers l'ouest l'énorme trou ouvert dans le camp ennemi en raison de l'effondrement de la deuxième armée hongroise, du Corps alpin et du 24e Panzerkorps allemand. Presque immédiatement, Staline et Vassilevski, directement impliqué dans la coordination de l'opération, chargent Golikov d'organiser le plus rapidement possible une nouvelle opération en direction du Nord pour encercler et mettre en danger la IIe armée allemande, toujours retranchée dans Voronej.
Dans le même temps la 3e armée blindée, après sa spectaculaire avancée, engage ses chars à l'ouest pour affronter les modestes barrages allemands (qui sont sur le point de recevoir un puissant renfort avec l'arrivée de la 2e Panzer Waffen-SS en provenance de la France) en direction de Kharkov, en coopération avec les forces du sud-ouest de Vatoutine qui vient de forcer la rivière Donets,,.
De nouvelles opérations prévues par la Stavka depuis le 20 janvier, donnent lieu à la bataille de Voronej et à l'Opération Etoile, caractérisée par la brève récupération de Kharkov (15 février) par le corps blindé du général Rybalko. L'interminable offensive soviétique semble impossible à arrêter, le groupe d'armées « B » allemand a pratiquement cessé d'exister à la moitié de février avant d'être dissoute par Hitler, les armées satellites sont balayées et même les Allemands semblent incapables de rétablir la situation, Stalingrad a cessé de résister le 2 février.